# تینته
تینته (به هلندی: Tinte) یک منطقهٔ مسکونی در هلند است که در وست‌فورنه واقع شده‌است. تینته ۵۷۶ نفر جمعیت دارد.